# Fendi

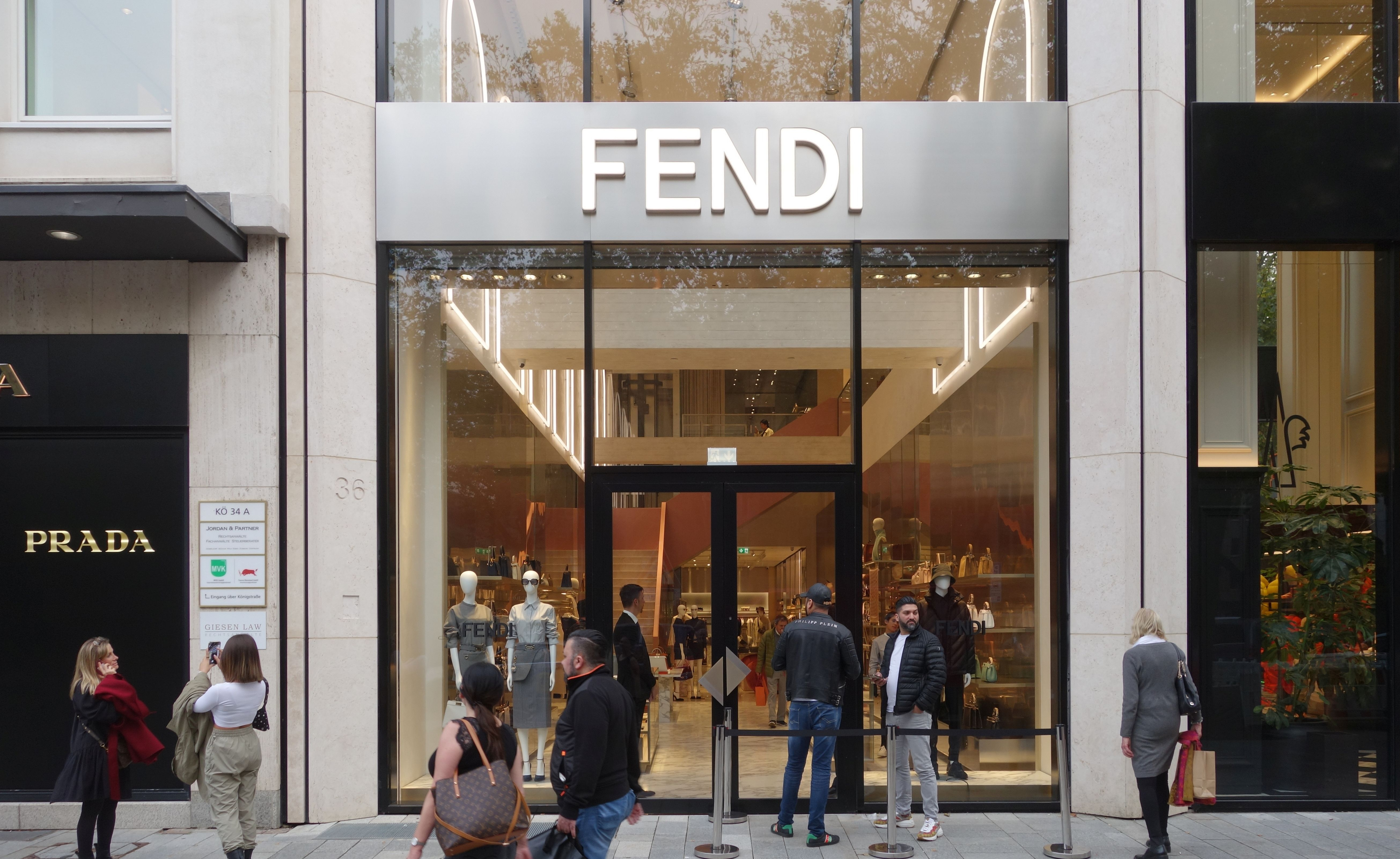
En Fendibutik i Düsseldorf, Tyskland.

Fendi är ett italienskt modehus ägt av LVMH. Fram till sin död, den 19 februari 2019, var Karl Lagerfeld chefsdesigner för modehuset. Fendi har idag över 160 butiker i runt 25 länder.

## Historia
Fendis historia började 1918 då Adele Casagrande öppnade en läder- och pälsbutik på Via Del Plebiscito i centrala Rom. Adele gifte sig med Edoardo Fendi 1925, och de beslutade sig för att ändra namnet till Fendi. Företaget blomstrade, och en ny butik öppnades på Via Paive 1932. År 1946 började Paola, den äldsta av parets fem döttrar, då femton år, arbeta för företaget. Hon följdes senare av sina systrar Carla, Anna, Franca och Alda. Varje dotter ärvde senare en femtedel av företaget.
År 1962 anställde Fendi den tyske designern Karl Lagerfeld. Han skapade genast den omvända FF-logon, som snart fogades till den växande listan av internationella statussymboler. Lagerfeld tog sig sedan för att, assisterad av systrarna, revolutionera behandlingen av päls och andra kläder. Martin Traub, chef på Bloomingdale’s, upptäckte Fendis lädervaror och introducerade dem i USA. Andra butiker började snart saluföra märket, och idag är Fendi till stor del representerat genom high-end varuhus.
År 1969 presenterade Fendi sin första prêt-à-porter-pälskollektion på Palazzo Pitti i Florens. Man fortsatte ständigt att utveckla tekniker och kreativa designer för pälsar i de lägre prisklasserna utan att försaka kvaliteten. När systrarna inte kunde hitta de kläder som de ville visa under pälsarna föddes deras prêt-à-porter-linje 1977, även denna var en stor succé.
1984 expanderades husets kollektioner; man började designa och producera halsdukar, slipsar, handskar, solglasögon, jeans och heminredning. Följande år firade Fendi sitt 60-årsjubileum och sitt 20-åriga samarbete med Karl Lagerfeld med en utställning på Galleria Nazionale d'Arte Moderna i Rom. Vid jubileet lanserades också den första Fendiparfymen.
1997 skapades Fendis Baguette-väska, som blev en omedelbar succé och tillverkades i över 600 olika versioner. På några säsonger blev väskan ett kultobjekt. Succén följdes upp med Spy bag 2005 och B Fendi Bag 2006.
1999 köpte LVMH och Prada tillsammans 51% av Fendi för uppskattningsvis 850 miljoner USD, vilket överträffade ett bud från Gucci på runt 700 miljoner USD. 2001 övertog LVMH Pradas andel; sedan dess har systrarna sålt av mer och mer av sina andelar, och LVMH är idag Fendis enda majoritetsägare.
Den 19 oktober 2007 höll Fendi en modevisning på Kinesiska muren, där man visade Karl Lagerfelds och Silvia Venturinis senaste kreationer och speciellt skapade kostymer för detta event. 88 modeller från Asien och resten av världen beträdde en över 85 meter lång catwalk och visade upp österländska och västerländska stilar från Fendis vår/sommarkollektion 2008 för mer än 500 gäster, media och VIP:ar.

## FF-symbolen

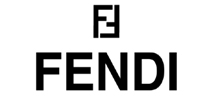

Fendis ikoniska FF-mönster designades av Karl Lagerfeld på 1960-talet. Det har använts på en mängd olika Fendiprodukter, bland annat handväskor, plånböcker, resväskor, skor och kläder. Det ursprungliga mönstret med stora F kallas Zucca, och mönstret med de mindre F:en kallas Zucchino.